# Legrad
Legrad è un comune della Croazia di 2 764 abitanti della regione di Koprivnica e Križevci.